# Love Never Dies
Love Never Dies – musical stworzony w 2010 roku przez Andrew Lloyda Webbera z librettem Bena Eltona i tekstami piosenek Glenna Slatera. Jest to sequel musicalu Andrew Lloyda Webbera Upiór w Operze z 1984 roku, a zarazem pierwszy sequel poprzednio granego musicalu w historii West Endu.

## Historia
Musical miał swoją prapremierę 22 lutego, zaś premierę 9 marca 2010 w Adelphi Theatre na londyńskim West Endzie. Spektakl zszedł z afisza londyńskiego teatru po 18 miesiącach, 27 sierpnia 2011.
Na listopad 2010 zaplanowano premierę na Broadwayu, lecz została ona odroczona bezterminowo ze względu na słabe przyjęcie spektaklu przez krytyków. W premierowej londyńskiej obsadzie znaleźli się Ramin Karimloo (Upiór), Sierra Boggess (Christine) i Joseph Millson (Raoul).
Spektakl był później wystawiany w m.in. Melbourne i Sydney (2011–2012), Kopenhadze (2012–2013), Wiedniu (2013), Tokio (2014, 2019), Hamburgu (2015–2016) oraz podczas amerykańskiej trasy (2017–2018). W styczniu 2020 roku ogłoszono powrót musicalu do Wielkiej Brytanii podczas zapowiadanej na jesień tego samego roku trasy w aranżacji australijskiego teatru.

## Streszczenie fabuły
Akcja w 1907 roku, dekadę po wydarzeniach z paryskiej opery przedstawionych w musicalu Upiór w Operze. Tytułowy Upiór ucieka do Nowego Jorku, gdzie rozpoczyna nowe życie w parku rozrywki na Coney Island. W tym nowym, elektrycznie naładowanym świecie w końcu znalazł miejsce, w którym jego muzyka może wzbić się w powietrze, jednak tęskni za swoją największą miłością – Christine Daaé. Z kolei Christine boryka się z trudnym życiem u boku swojego męża Raoula, który nadużywa alkoholu. W ostatecznej próbie odzyskania miłości Christine, Upiór zaprasza nieświadomą tego kobietę do parku rozrywki Phantasma na Coney Island, gdzie ma ona wystąpić w nowo otwartej operze. Christine przybywa tam wraz z rodziną – mężem oraz synem Gustavem, nie wiedząc co ich czeka....

## Lista utworów
Źródło:
Akt I
1. Prologue – Madame Giry, Fleck
2. The Coney Island Waltz – Orkiestra
3. That's The Place That You Ruined, You Fool! – Madame Giry, Fleck
4. Heaven By The Sea – Ensemble
5. Only For Him / Only For You – Meg Giry, Madame Giry, Ensemble
6. The Eyrie – Orkiestra
7. 'Til I Hear You Sing – Upiór
8. 'Til I Hear You Sing (Reprise) – Meg Giry, Madame Giry, Upiór
9. Christine Disembarks – Raoul, Gustave, Ensemble
10. Are You Ready to Begin – Fleck, Gangle, Squelch, Raoul, Gustave, Ensemble
11. What a Dreadful Town! – Christine, Raoul, Gustave
12. Look with Your Heart – Christine, Gustave
13. Beneath a Moonless Sky – Christine, Upiór
14. Once Upon Another Time – Christine, Upiór
15. Mother Please, I'm Scared! – Gustave, Christine, Upiór
16. Dear Old Friend – Meg Giry, Madame Giry, Christine, Raoul, Gustave, Ensemble
17. Beautiful – Gustave, Fleck, Gangle, Squelch, Upiór
18. The Beauty Underneath – Upiór, Gustave
19. Phantom Confronts Christine – Upiór, Christine, Madame Giry

Akt II
1. Entr'acte – Orkiestra
2. Why Does She Love Me? – Raoul, Meg Giry, Ensemble
3. Devil Take the Hindmost – Raoul, Upiór
4. Heaven By The Sea (Reprise) – Ensemble
5. Ladies... Gents!/The Coney Island Waltz (Reprise) – Fleck, Gangle, Squelch, Ensemble
6. Bathing Beauty – Meg Giry, Fleck, Gangle, Squelch, Ensemble
7. Mother, Did You Watch? – Meg Giry, Madame Giry
8. Before the Performance – Christine, Raoul, Gustave, Upiór
9. Devil Take The Hindmost (Quartet) – Gustave, Raoul, Upiór, Madame Giry, Meg Giry, Ensemble
10. Love Never Dies – Christine
11. Ah, Christine! – Upiór, Christine, Raoul
12. Gustave! Gustave! – Christine, Upiór, Madame Giry, Fleck, Squelch
13. Please Miss Giry, I Want to Go Back – Gustave, Meg

## Główne postacie

### Obsada premierowa
W musicalu uwzględniono trzy role pierwszoplanowe – Upiora, Christine i Raoula oraz role drugoplanowe i poboczne, w tym grupę baletową. W tabeli przedstawiono oryginalny skład premierowej obsady spektaklu na West Endzie (obsada londyńska).
| Postać                   | Płeć | Rola            | Charakterystyka | Głos              | Obsada West End 2010 |
| ------------------------ | ---- | --------------- | --- | ----------------- | -------------------- |
| Upiór                    | M    | pierwszoplanowa | Geniusz muzyczny o zdeformowanej twarzy ukrywanej pod maską, mieszkający na Coney Island. Jego obsesją jest Christine i jej głos, dlatego próbuje odnowić z nią kontakt. | tenor             | Ramin Karimloo       |
| Christine Daaé           | K    | pierwszoplanowa | Słynna primadonna, obiekt obsesyjnej miłości Upiora. Przybywa do Coney Island z mężem Raoulem i synem Gustave.                                                           | sopran            | Sierra Boggess       |
| Raoul, Vicomte de Chagny | M    | pierwszoplanowa | Mąż Christine, uzależniony od alkoholu i hazardu. | tenor             | Joseph Millson       |
| Meg Giry                 | K    | drugoplanowa    | Gwiazda Coney Island, córka Madame Giry i przyjaciółka Christine z młodości.                                                                                             | mezzosopran       | Summer Strallen      |
| Madame Giry              | K    | drugoplanowa    | Była nauczycielka baletu, powierniczka Upiora i matka Meg. | mezzosopran / alt | Liz Robertson        |
| Gustave                  | M    | drugoplanowa    | Syn Christine, zafascynowany muzyką. | dyszkant          | Brak danych          |
| Squelch                  | M    | poboczna        | Artysta cyrku na Coney Island. | tenor             | Adam Pearce          |
| Gangle                   | M    | poboczna        | Artysta cyrku na Coney Island. | baryton / bas     | Jami Reid-Quarrell   |
| Fleck                    | K    | poboczna        | Artystka cyrku na Coney Island. | sopran            | Niamh Perry          |

## Nagrania

### Ścieżka dźwiękowa
Ścieżka dźwiękowa spektaklu, w wykonaniu oryginalnej obsady londyńskiej, została wydana na CD 9 marca 2010 roku przez 
Really Useful Records.

### Adaptacja filmowa
29 maja 2012 roku wydano wersję filmową musicalu w aranżacji produkcji australijskiej na DVD i Blu-Ray. Spektakl został sfilmowany we wrześniu 2011 roku w Melbourne. W rolach głównych wystąpili Ben Lewis (Upiór), Anna O'Byrne (Christine Daaé) i Simon Gleeson (Raoul).